# Castellanos de Castro
Castellanos de Castro è un comune spagnolo di 50 abitanti situato nella comunità autonoma di Castiglia e León.